# 朱見澱
淮端王朱見澱（1477年—1502年），明朝第二代淮王——淮康王朱祁铨的嫡二子，母妃崔氏，明仁宗之曾孙。明朝第一代清江王。

## 生平
成化二十一年（1485年）七月，明宪宗册封朱見澱为清江王。弘治七年（1494年）十月，明孝宗册封百戶趙福女赵氏為清江王朱見澱妃。
弘治十五年（1502年），其父朱祁铨逝世，因兄长世子朱见濂已故且没有子嗣，当由他袭封淮王，但未及袭封，他也于同年去世，明朝廷赐諡号端裕。安葬于饶州府城外八都安山。朱見澱的长子朱祐棨嗣朱祁铨的淮王王位后，追封生父朱見澱为淮端王。另一子朱祐楑初封镇国将军，奉祀清江王府，后接替无嗣的长兄朱祐棨成为明朝第四代淮王。